# Привольное (Проминевский сельский совет, Мелитопольский район)
Привольное (укр. Привільне) — село,
Проминевский сельский совет,
Мелитопольский район,
Запорожская область,
Украина.
Код КОАТУУ — 2323086207. Население по переписи 2001 года составляло 136 человек.

## Географическое положение
Село Привольное находится на правом берегу реки Юшанлы,
выше по течению на расстоянии в 2 км расположено село Украинское,
ниже по течению на расстоянии в 4 км расположено село Береговое,
на противоположном берегу — сёла Проминь и Широкий Лан.